# Friedenstag
Friedenstag (en alemany; Dia de pau, op. 81) és una òpera en un acte amb música de Richard Strauss i llibret en alemany de Joseph Gregor. Es va estrenar a Múnic el 24 de juliol de 1938.

## Història
Strauss havia confiat a treballar de nou amb Stefan Zweig en un nou projecte després de la seva prèvia col·laboració de Die schweigsame Frau, però les autoritats nazis havien assetjat a Strauss per la seva col·laboració amb Zweig, qui tenia ascendència jueva. Mentre que la idea per a la història procedia de Zweig, ell mateix va suggerir llavors a Gregor com un col·laborador "segur" perquè escrivís el llibret. La influència de Zweig en l'obra malgrat tot va persistir en la seva "forma i substància dramàtica".
L'òpera es va estrenar a Múnic el 24 de juliol de 1938, dedicada a Viorica Ursuleac i el seu espòs Clemens Krauss, el personatge principal i el director respectivament. Strauss havia pretès que Friedenstag fos part d'un programa doble, per ser dirigida per Karl Böhm a Dresden, que la inclouria com a segona part la seva següent col·laboració amb Gregor, Daphne.
L'òpera temàticament expressa sentiments antibèlics, que William ha descrit com "un determinat contrapès a les polítiques militaristes de l'Alemanya nazi". Això va fer que es guardés l'obra després de l'esclat de la Segona Guerra Mundial.

## Personatges
| Personatge | Tessitura | Repartiment de l'estrena, 24 de juliol de 1938 Director: Clemens Krauss |
| --- | --------- | ----------------------------------------------------------------------- |
| Comandant de la ciutat assetjada                                                                                        | baríton   | Hans Hotter                                                             |
| Maria, la seva esposa                                                                                                   | soprano   | Viorica Ursuleac                                                        |
| Un sergent | baix      | Georg Hann                                                              |
| Un caporal | tenor     | Julius Patzak                                                           |
| Un soldat ras | tenor     | Georg Wieter                                                            |
| Un mosqueter | baix      | Karl Schmidt                                                            |
| Una corneta | baix      | Willi Merkert                                                           |
| Un oficial | baríton   | Emil Graf                                                               |
| Un oficial en la línia del front                                                                                        | baríton   | Josef Knapp                                                             |
| Un piemontès | tenor     | Peter Anders                                                            |
| El Holsteiner, comandant de l'exèrcit asediador                                                                         | baix      | Ludwig Weber                                                            |
| El burgmestre | tenor     | Karl Ostertag                                                           |
| El bisbe | baríton   | Theo Reuter                                                             |
| Una dona del poble | soprano   | Else Schürhoff                                                          |
| Soldats de la guarnició i de l'exèrcit assetjador, ancians de la ciutat i dones de la delegació al comandant, ciutadans |           |                                                                         |